# Leptictidium tobieni
Leptictidium tobieni es una especie extinta de mamífero euterio del género Leptictidium.
La especie fue descrita por Wighart von Koenigswald y Gerhard Storch en 1987. Con noventa centímetros de longitud, era la especie más grande de su género, y sus huesos largos de sus extremidades eran entre un 9% y un 15% más largos que los de L. nasutum''. Es una de las especies halladas en el sitio fosilífero de Messel, en estratos del Lutetiano (Eoceno inferior). El nombre de la especie proviene del paleontólogo alemán Heinz Tobien, quien describió el género Leptictidium e impulsó la investigación en Messel durante la década de 1960. El holotipo es un esqueleto completo y perfectamente preservado de un ejemplar adulto que fue hallado en septiembre de 1984 y que se encuentra en el Hessisches Landesmuseum Darmstadt. El paratipo es un ejemplar incompleto y mal conservado que se encuentra en el Real Instituto Belga de Ciencias Naturales.
Posee una mandíbula relativamente robusta, algo poco común dentro del género Leptictidium. En cambio, los molares y premolares están todavía más atrofiados que en la especie L. nasutum. Los premolares molariformes son una característica del género Leptictidium que queda muy marcada en los premolares P4 de la especie L. tobieni. El desarrollado mesostilo y la disposición transversal de los molares superiores son otras de las características de esta especie, que permiten distinguirlo a primera vista de la especie L. nasutum. De hecho, el mosostilo de L. tobieni es el más grande de todas las especies del género. Continuando la comparación con L. nasutum, sus premolares tienen una longitud muy similar, pero L. tobieni los tenía un poco más amplios. En el molar M1, L. tobieni solamente posee algo más de longitud, pero en cuanto a amplitud la diferencia aumenta. Finalmente, el molar M3 es también algo más grande en L. tobieni que en L. nasutum.
En contraste con sus débiles molares y premolares, los dientes anteriores de L. tobieni son relativamente fuertes. El diente canino C1 destaca tanto por su longitud, como por su altura.